# Débarquement au cap Helles
 (juillet 2019).

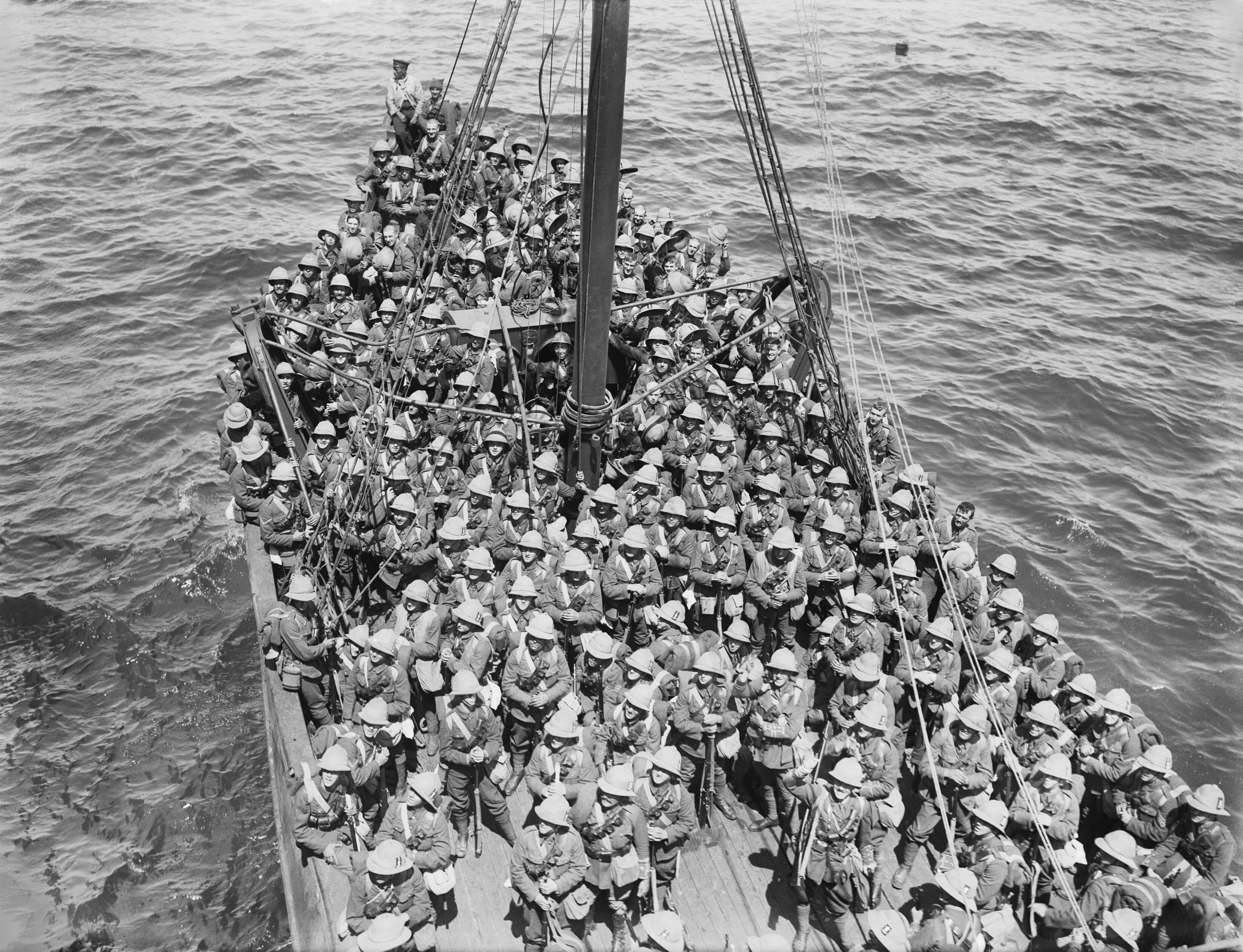
Soldats britanniques avant le débarquement

Le débarquement au cap Helles eut lieu le 25 avril 1915, cette opération fait partie de la bataille des Dardanelles.
L'invasion franco-britannique de la péninsule de Gallipoli commence. Le plan de bataille prévoit trois débarquements, totalisant 30 000 hommes. Le premier est un débarquement de troupes britanniques au cap Helles, à la pointe de la péninsule. Le deuxième est un débarquement du corps expéditionnaire australien et néo-zélandais (ANZAC) dans le nord du cap Helles, à Ari Burns. Le troisième est une attaque de diversion des troupes françaises qui doivent débarquer à Kumkale, de l'autre côté du détroit des Dardanelles.
Des bombardements depuis la mer sont également prévus pour soutenir chaque offensive, et les navires de guerre bombardent Bulair, à 80 km du cap Helles, pour distraire l'attention du commandant local, le général allemand Liman von Sanders.
Les opérations sur la péninsule s'engagent mal. Au cap Helles, la 29e division britannique débarque sur cinq plages sous le feu nourri des forces turques. Malgré de lourdes pertes humaines, des éléments de la division arrivent presque à atteindre leur premier objectif, le promontoire de Achi Baba et la ville de Krithia, le 28 avril.
Cependant, la confusion règne, et certains soldats font des haltes pour faire du thé. Les Turcs dépêchent des troupes en avant et occupent les deux positions, d'où ils peuvent tirer sur les Britanniques qui débarquent sur la plage. Les ANZAC, à Ari Burna, ont également pour ordre de prendre des positions élevées, la crête de Chunuk Bair. La zone est relativement peu défendue et les ANZAC sont sur le point de la prendre. Néanmoins, l'action prompte d'un officier turc, Mustafa Kemal, qui dépêche des réserves dans le secteur juste à temps, empêche les ANZAC d'atteindre leur premier objectif.

## Contexte

### Le développement ottoman
Au début du 20e siècle, l'Empire ottoman était appelé l’homme malade d’Europe ; affaibli par l’instabilité politique, les défaites militaires et les conflits civils après un siècle de déclin. Le pouvoir a été saisi en 1908 par un groupe de jeunes officiers connu sous le nom des « Jeunes Turcs », qui ont installé Mehmed V comme le nouveau sultan. Le nouveau régime a implanté un programme de réformes pour moderniser le système politique et économique et redéfinir le trait national de l’Empire. L’Allemagne a financé de nombreux investissements et les diplomates ont gagné plus d’influence aux dépens des Anglais, précédemment le pouvoir prédominant de la région et les officiers allemands ont assisté à des entraînements et des rééquipements de l’armée. En dépit du support, les ressources économiques sont appauvries par le prix de la première et seconde guerres de Balkan mais les Français, les Anglais et les Allemands proposent des aides financières. Une faction pro-allemande est influencée par Enver Pasha, l’ancien militaire ottoman attaché à Berlin qui a contré la majorité pro-anglaise dans le cabinet ottoman et a essayé de sécuriser une relation plus proche avec l’Allemagne. En décembre 1913, les Allemands ont envoyé une armée à Constantinople, guidée par le Général Otto Liman von Sanders. La position géographique de l’Empire Ottoman a permis sa neutralité dans une guerre européenne et a été un intérêt important pour la Russie, la France et la Grande-Bretagne.
Durant la crise de juillet en 1914, les diplomates allemands ont offert une alliance anti-Russes et un gain de territoires dans le Caucase, le nord-ouest de l’Iran et à l’est de la mer Caspienne. La faction pro-anglaise est isolée dans le Cabinet à cause de l’ambassadeur de Grande-Bretagne qui est parti jusqu’au 18 août. Tandis que la crise devient plus profonde en Europe, la politique ottomane est d’obtenir une garantie d’intégrité territoriale et de potentiels avantages, n’étant pas au courant que la Grande-Bretagne peut peut-être entrer dans une guerre européenne. Le 30 juillet 1914, deux jours après le déclenchement de la guerre en Europe, les leaders ottomans se sont mis d’accord pour former une alliance allemande-ottomane en secret contre l'Empire russe, ce même s'il n’y a pas eu besoin d’entreprendre des actions militaires. Le 2 août, les Anglais ont réquisitionné deux cuirassés modernes, Sultân Osmân-i Evvel  et Resadiye  qui avaient été construits pour la marine ottomane dans un chantier naval anglais, aliénant les supporteurs de la Grande-Bretagne venant de Constantinople, malgré l’offre de compensation s'ils restaient neutres. Durant la relation diplomatique tendue entre les deux empires, le gouvernement allemand offre deux cuirassés, SMS Goeben et SMS Breslau à la marine ottomane comme remplacement. Les Alliés ont conduit la poursuite de Goeben et Breslau qui se sont échappés lorsque le gouvernement ottoman a ouvert les Dardanelles pour leur permettre de naviguer jusqu’à Constantinople, malgré leur obligation sous loi internationale, en tant que parti neutre, de bloquer les envois militaires.
En septembre, la mission navale anglaise pour les Ottomans, qui a été établie en 1912 sous les ordres de l’amiral Arthur Limpus, a été renommée lorsqu'il est apparu que les Ottomans entreraient bientôt en guerre et que les commandes de la marine ottomane seraient reprises par l’amiral Wilhelm Souchon de la Marine Allemande Impériale. Le 27 septembre, le commandant allemand des fortifications des Dardanelles a ordonné la fermeture du passage, ajoutant à l’impression que les Ottomans étaient pro-Allemands. La présence navale allemande et le succès de leur armée en Europe donne assez d’influence à la faction pro-allemande dans le gouvernement ottoman pour déclarer la guerre à la Russie. Le 27 octobre, Goeben et Breslau, qui ont été renommés Yavûz-Sultân Selîm et Midilli, naviguent sur la mer Noire, bombardant le port d’Odessa et coulant plusieurs bateaux russes. Les Ottomans refusent une demande d’alliés de limoger la mission allemande et le 31 octobre 1914, ils entrent en guerre du côté des Pouvoirs Centraux. La Russie déclare la guerre à la Turquie le 2 novembre, le jour après que l’ambassadeur de Grande-Bretagne soit parti de Constantinople et un escadron naval anglaise venant des Dardanelle bombarde les forts à Kum Kale et Seddulbahir. Un obus frappe un dépôt et fait exploser toutes les munitions, tuant 86 soldats. La Grande-Bretagne et la France déclarent la guerre le 5 novembre et les Ottomans déclarent un djihad (une guerre pour Dieu) plus tard dans le mois, commençant la campagne du Caucase contre les Russes, dans le but de regagner leurs anciennes provinces turques. Le combat commence aussi en Mésopotamie, suivant une arrivée de la Grande-Bretagne pour occuper les installations de pétrole dans le golfe Persique. Les Ottomans préparent une attaque dirigée vers l’Égypte tôt dans l'année 1915, pour occuper le canal de Suez et couper la route méditerranéenne vers l’Inde britannique et l’Extrême-Orient.

## Prélude

### Préparations défensives ottomanes
Les opérations navales dans les Dardanelles prennent fin lors de l’échec de faire passer une flotte à travers les détroits le 18 mars. Lors de cet échec, trois cuirassés et quatre grands bâtiments sont sérieusement endommagés par des mines navales posées le long de la côte Asiatique. Des préparations sont faites pour un débarquement afin d’aider la marine à neutraliser les forts et les batteries protégeant les détroits, mais ces préparations  ne sont pas gardées secrètes et même le commandant français en parle dans un journal égyptien. Le 24 mars, le ministre ottoman de la guerre unifie les forces militaires autour des Dardanelles, sous la commande du maréchal Otto Liman von Sanders et le quartier général de la cinquième armée.
Au lieu de continuer d’essayer de défendre la côte, Liman choisit une défense mobile pour les divisions dans les trois zones défensives. Le redéploiement de la défense est effectué durant la nuit pour éviter le regard des avions de reconnaissance alliés. La 9e division du colonel Halil Sami Bey déploie ses forces conformément au nouveau système de défense, créant une zone au nord de l'embouchure d'Aghyl Dere, au nord d'Ari Burnu à Semerly Tepe, occupée par le 27e régiment et de l'artillerie de montagne et une zone de Semerly Tepe à Sedd el Bahr, en garnison du 26e régiment. Le 25e régiment est placé en réserve sur le plateau du Kilid Bahr, près de la ferme Serafim, et peut intervenir dans l'une ou l'autre des zones. Dans la zone de défense nord, le lieutenant-colonel Ali Chefik Bey, commandant du 27e régiment, place le 2e bataillon sur la côte, avec deux canons de 120 mm à Gaba Tepe et deux canons de 150 mm plus à l'intérieur des terres; les 1er et 3e bataillons sont gardés en réserve près de Maidos (jusqu'à leur bombardement le 23 avril, après quoi ils sont déplacés dans une zone située à moins de 2,4 km de Gaba Tepe).
Dans le secteur central de "Krithia", le 2e bataillon couvre la zone allant de Sari Tepe, à l'embouchure du ravin Gully et de Sedd el Bahr à l'embouchure de Tenkir Dere. Une compagnie est placée sur la côte égéenne et une autre près de Morto Bay. Les deux autres sont mises en réserve à Kanli Dere, au sud-est de Krithia, au quartier général du régiment. Sur la rive ouest de Kereves Dere, une batterie d'obusiers de 105 mm commande le détroit. Le “secteur Sedd el Bahr” du sud s’étend de la plage Gully jusqu’à Sed el Bahr et est placé en garnison par le 3e bataillon et une compagnie d’ingénieurs travaillant sur les défenses de la plage. Une compagnie garde W Beach, une autre est placée à Sedd el Bahr avec quatre canons Maxim sur les hauteurs surplombant V Beach et deux autres compagnies sont en réserve sur des terres basses au nord-ouest de Morto Bay; douze hommes gardent X Beach. Sur les trois plages où les Britanniques devaient effectuer d'importants débarquements, il y a deux compagnies d'infanterie et 4 à 6 mitrailleuses, avec deux compagnies d'infanterie et une compagnie d'ingénieurs en réserve. Sur la côte asiatique, la 3e division a deux régiments près de Troie et un de Kum Kale à Yeni Shehr; la 11e division est en réserve près d'Ezine, avec des détachements de chaque côté de la baie de Besika.

### Plan allié
L’opération militaire a pour but d’aider la flotte à forcer le détroit en prenant de l’arrière les forts ottomans du côté européen du détroit et d’obtenir un point de vue d'où les forts situés du côté asiatique pourraient être dominés. L'objectif des alliés est le plateau du Kilitbahir qui couvre les forts ottomans du détroit  et qui court en demi-cercle sur presque toute la largeur de la péninsule, entre Maidos et Soghanli Dere. Le plateau part de Kilitbahir vers l'ouest sur environ 6,4 km, avec une largeur d'environ 3,2 km à son point le plus large et une hauteur de 180 à 240 m. Les Ottomans retranchent et câblent le plateau et étendent les fortifications au sud jusqu'à la crête de Kakma Dagh sur le détroit et au nord de Gaba Tepe, formant une ligne de défense où la péninsule avait une largeur de 8,0 km et qui domine la plaine de Kilia au Sud-Ouest.
Le général Sir Ian Hamilton, commandant du MEF, choisit deux atterrissages avec deux diversions. Le corps d'Anzac effectuerait un atterrissage surprise entre Gaba Tepe et Fisherman's Hut, la force de couverture débarquant juste avant l'aube, sans aucun bombardement préalable. Après avoir consolidé le flanc gauche, la force devait avancer vers l’Est en direction de Maidos pour couper les communications entre les Ottomans et les garnisons plus au sud. Sur la péninsule de Gallipoli, de part et d’autre du Cap Helles, où la marine pourrait soutenir de trois côtés une force de couverture de la 86e brigade et des unités supplémentaires débarqueraient et sécuriseraient les plages, puis la force principale suivrait et irait au premier jour. objectifs, le village de Krithia et la colline d’Achi Baba . Cinq plages ont été sélectionnées pour le débarquement, de l’Est (à l’intérieur des détroits) à l’Ouest (sur la côte égéenne), ainsi que des plages S, V, W, X et Y. Les plages V et W constituent les principaux débarcadères à la pointe de la péninsule, de part et d'autre du cap Helles.
Au nord du débarquement de l'Anzac, une dérivation devait être montée à Bulair. La Royal Naval Division (RND), moins deux bataillons, devait faire une démonstration au point le plus étroit de la péninsule, pour inciter les Ottomans à retenir leurs forces dans la région lors des principaux atterrissages. Une force de couverture navale bombarderait les défenses de Bulair toute la journée et un navire effectuerait une reconnaissance rapprochée, les transports étant visibles à l'arrière-plan. Au sud des débarquements autour du cap Helles, sur la côte asiatique à Kum Kale, un régiment français du corps expéditionnaire d'Orient débarque temporairement en même temps que la 29e division au cap Helles, afin de détourner l'artillerie ottomane sur le continent asiatique. rivage, embrouiller le commandement ottoman et retarder l'envoi de renforts d'Asie à Gallipoli, avant de se retirer pour rejoindre les principaux débarquements de la péninsule. Malgré l'assurance d'un rapport de l'Amirauté de 1905, selon laquelle l'eau était abondante dans les vallées, de nombreux préparatifs sont faits pour maintenir un approvisionnement en eau suffisant. En avril, le 9e corps de mules indien arrive de France avec 4 316 mulets et 2 000 charrettes. En Égypte, un corps de mulets Zion est constitué d'émigrés russes juifs de Palestine. La nécessité de disposer de moyens suffisants pour acheminer l’eau est considérée comme très urgente donc à la mi-avril, une demande est transmise à l’Égypte afin que le corps de mules Zion soit envoyé immédiatement, qu’il manque de matériel ou non.

## Bataille

### Opérations de l’air
L’aéronef Royal Naval Air Service (RNAS) du porte-avions HMS Ark Royal qui a coopéré avec le corps d’armée australien et néo-zélandais (ANZAC), atterrit avec des hydravions, une montgolfière et 18 avions soutenant ainsi l’opération au cap Helles. Lorsque les conditions météo le permettent, des patrouilles volent au-dessus du cap Helles et de la côte asiatique de la Turquie, chaque pilote y va trois fois par jour commençant dès l’aube. Dès que l’artillerie ottomane répond aux débarquements, les avions d’observation guident l’artillerie navale mais sont ignorés car la quantité de celle-ci n’était pas assez importante pour le nombre de cibles ottomanes. Quand, sur terre, les troupes sont établies, les bateaux répondent aux fusées de détresse des équipages incapables de recevoir les transmissions radios. Les avions bombardent l’artillerie, les camps et les troupes, mènent des missions de reconnaissance photographique et gardent un œil sur la péninsule de Bulair et sur la côte asiatique. La montgolfière s’élève à 5h21 du matin et les deux observateurs regardent les troupes escalader les falaises et reportent ensuite la présence du bateau SMS Weibenburg, bateau qui est chassé par l’HMS Triumph. Malheureusement les observateurs aériens sont gênés par les falaises pentues, couvertes de broussailles et les ravins remplis de sable, pourtant ils maintiennent les patrouilles durant la journée entière.

### V Beach

#### Force de protection
V Beach est une plage de 270 mètres de long et de 9,1 mètres de largeur avec une rive d’environ 1,5 mètre de haut. Vu depuis la mer, le cap Helles et le fort Ertugrul sont sur la gauche, le vieux château Sedd el Bahr quant à lui est sur la droite, la colline 141 était plus loin dans les terres. La plage est défendue par une troupe d’hommes équipés d’armes. La rive parait sans vie pourtant au moment où les bateaux des Fusiliers Royaux de Dublin sont sur le point de débarquer, la défense ottomane ouvre le feu. Les fusils présents dans le fort et le château tuent une grande partie des hommes sur les bateaux, ne laissant aucun survivant sur certaines de ces embarcations. Les survivants se réfugient sous la berge. Parmi les 700 hommes ayant débarqué, 300 meurent et une grande partie de ceux ayant survécu sont blessés.

#### Force principale
Hunter-Weston observe les débarquements sur W Beach depuis le HMS Euryalus (en) mais reçoit des informations incorrectes disant que les débarquements sont un succès. Hunter-Weston n’ayant pas connaissance de ce que les premières forces subissent, envoie donc les forces principales.
Cet après-midi là, les HMS Queen Elizabeth, HMS Albion et HMS Cornwallis bombardent les défenses ottomanes sur V Beach, ce qui a quelques effets sur le nombre de tirs dirigés aux Anglais. Lors d’un autre essai de débarquer depuis River Clyde, quand le pont menant sur la rive a été réparé, quelques troupes réussissent à atteindre la corniche derrière la plage. À 17 heures 30, les cuirassés reprennent le bombardement sur le village, à 19 heures, environ 120 hommes se déplacent vers la droite et attaquent le fort où une mitrailleuse ottomane repousse l’attaque et force les survivants à se retirer. Vers minuit, Hunter-Weston ordonne l’attaque de la colline 141 mais deux officiers qui travaillent pour Hamilton lui déclarent qu’une attaque de nuit est impossible ; à terre, les troupes sont organisées en trois parties pour attaquer à 5 heures du matin après un bombardement par Albion. Les défenseurs ottomans ont l’avantage de se battre depuis des postes préparés, de l’absence de surprise et de tirs précis venant des bateaux mais ils ont eu des problèmes concernant la communication et se rendent compte que l’artillerie est hors de portée de la plage. Mahmut, commandant du troisième bataillon du 26e régiment, ne trouve pas tout de suite le poste de débarquement dans la confusion. Le bataillon perd la moitié de ses hommes et le moral de la plupart des survivants s’effondre le jour d’après quand ils sont débordés par les troupes sur S Beach. Les Ottomans se retirent rapidement sur les lits des rivières Kirte et Kandilere, abandonnant environ soixante-dix hommes blessés. Le 27 avril, les défenseurs de la plage comptent 575 morts.

### W Beach ( Lancashire Landing)

#### Force en action
W Beach est localisée sur la côte au Nord Ouest du cap Helles, au Sud de Tekke Burnu, où se trouve un petit ravin. Une unité d’infanterie appartenant au 3e Bataillon du 26e régiment a défendu cette plage, qui faisait à peu près 320 m de longueur et entre 14 et 37 mètres de largeur, délimitée par des falaises hautes, et une arrivée plus ou moins accessible, en passant par des dunes de sable au centre, apportant une vue de la mer. Les Ottomans ont creusé la plage, y plaçant un grand nombre de mines terrestres et de fils de fer barbelés, y compris tout au long du rivage. Ils placent aussi des fils piégés sous l’eau, à quelques mètres de la rive. Des tranchées sont placées en hauteur, avec deux mitrailleuses, cachées dans les collines, protégeant les fils placés tout au long de la plage par des tirs en enfilade. La crête se trouvant à l’arrière du centre de la plage est gouvernée par les tranchées élevées s’étendant du Nord-Est au Sud-Ouest, avec deux redoutes situées à 550 mètres, près la colline 138, munies de pièges derrière des pentes sans couverture. Un autre enchevêtrement de fils barbelés va de la redoute du Sud jusqu’aux collines près du phare qui empêche donc une avancée de W Beach vers V Beach.
Le Premier Bataillon du régiment de fusiliers de Lancashire a embarqué sur le croiseur Euryalus et le navire de guerre HMS Implacable, qui se localisent aux environs de la plage. Les troupes changent ensuite de bateaux, se trouvant ensuite sur 32 cotres à quatre heures du matin, puis Euryalus arriva au rivage aux environs de 5 heures du matin. Une heure plus tard, six remorqueurs provenant du bateau naviguant vers la plage, formant une ligne de 46 mètres d’intervalle, avec les remorqueurs de l'Implacable à leur gauche. Quand les remorqueurs arrivent à 46 mètres de la plage, ils s'arrêtent, puis les marins à l'intérieur des cotres commencent à ramer. Le silence qui régnait la plage est mis à terme quand le premier bateau débarque, par les tirs d’armes légères ottomans qui causent la mort de nombreux soldats; Euryalus et HMS Swiftsure ayant arrêté leur bombardement dix minutes avant le débarquement, les soldats ottomans ont le temps de se mettre à découvert. Les soldats à bord des cotres ayant survécu à la défense ottomane quittent leurs bateaux et essayent d'atteindre la plage, mais beaucoup sautent dans des eaux profondes et, par le poids de leurs équipements, se noient. Les bombardements anglais qui précèdent le débarquement n'ont pas abîmé les fils barbelés sur la plage, et donc lorsque les soldats britanniques se trouvent sur la plage, ils sont non seulement tirés dessus depuis trois côtés différents, mais aussi empêtrés dans ces mêmes fils.
“ C’était comme si la totalité du bataillon devait être éliminée. Le fil barbelé sur la plage était intact et pour ceux qui regardaient anxieusement de l’Eurylaus, la situation paraissait telle une cause perdue. On aurait dit que chacun était abattu à l’instant même où il quittait son bateau.”—Colonel Wolley-Dod
« Quelques groupes de fusiliers dépassent les fils, atteignent les dunes derrière le rivage et en conséquence ont capturé les tranchées à l’avant. Quelques remorqueurs de l'Implacable se dirigent vers le nord et ainsi débarquent sans opposition. Un petit groupe de soldats grimpe en haut de la falaise pour occuper la tranchée au-dessus de celle-ci, dévient une contre-attaque des Ottomans pour ensuite attaquer les troupes ottomanes au côté nord de la plage. La résistance ottomane est progressivement freinée par les obus provenant de la mer ; les Fusiliers forcent un passage à travers les fils et attaquent la falaise au sud de la plage. Les hommes à bord des bateaux peuvent voir l’attaque des tranchées en haut des falaises en même temps que les soldats britanniques attaquent et que les bateaux déciment la plage avec leurs obus, et les Turcs sont tués par centaines pendant leur retraite. »—Travers
À 7 heures 15, les Britanniques ont tellement avancé sur le territoire ottoman que l’observation du territoire par l’opposition est impossible. Du côté nord de la plage, le brigadier-général Hare et les autres soldats qui ont été victorieux dans leur attaque des défenses ottomanes du nord avancent vers X Beach mais sont attaqués après seulement 180 mètres en direction de Hill 114 et Hare est blessé. La deuxième vague de remorqueurs débarque avec seulement quelques pertes à environ 7 heures 30 et se prépare à attaquer la Hill 138 avec les survivants de la première vague. Une carte inexacte freine l’assaut, parce que la Hill 138 a une autre crête à 370 mètres au sud-ouest possédant une autre redoute dont les troupes n’étaient auparavant pas au courant. Durant ce débarquement, les outils de navigation tels les boussoles, les jumelles et les montres ont été trempés, ajoutant ainsi à la confusion des troupes. Celles-ci, divisées en deux groupes, assaillent les redoutes mais sont repoussées parce que les troupes du côté gauche devaient se battre à travers un ravin menant à la Hill 114, qui est aussi assailli par X Beach. Les prisonniers ottomans furent amenés vers W Beach où il y a apparemment seulement une division du sud de Krithia.

#### Force principale
À 8h30, Hunter-Weston ordonne les troupes terrestres, et demande même à des soldats de V Beach de venir à W Beach en tant que renfort, qui arrivent entre 9h et 10h21. Hamilton ordonne que les troupes allant vers V Beach soient déviées vers W Beach. Il y a de nombreux blessés durant l'arrivée des premiers renforts, mais les survivants se mettent à couvert derrière les falaises et rejoignent les Lancashire Fusiliers. Ceux-ci, au côté gauche, sont rejoints par les troupes de X Beach à 11h30 et succèdent dans leur conquête de Hill 114. Sur le côté droit, les troupes débarquent et essayent d'atteindre Hill 138, mais leur avancée fut impossible après la moitié du chemin. Une autre attaque est engagée après celle-ci après l’arrivée d’un autre bataillon et le bombardement de la zone par Swiftsure et Euryalus. La première redoute est capturée à environ 15h, puis, après une longue avancée à travers les fils barbelés, la deuxième redoute fut prise elle aussi, sans opposition avec seulement quelques pertes, puisque la garnison avait battu en retraite. La prise des deux redoutes permet aux troupes bloquées près du phare d’avancer vers V Beach jusqu'à ce qu’elles rencontrent des fils barbelés. Elles essayent de passer à travers ceux-ci mais elles sont visibles par au-dessus, et donc sont la cible de tirs ennemis. Les observateurs du Queen Elizabeth et Albion situés à 1,6 km de la plage regardent ces essais d’assaut mais ne peuvent pourtant pas les aider avec leurs canons, car ils ne connaissent pas la situation sur terre. Après une heure, les fils sont pénétrés mais les troupes sont obligées de se mettre à couvert dans les angles morts. La nouvelle du désastre à V Beach est annoncée au colonel Wolley-Dod à 17h à W Beach, qui avait précédemment ordonné aux troupes des deux redoutes d’aller capturer la colline au-dessus de V Beach. Celles-ci avancent déjà vers le fort numéro 1, mais les défenseurs ottomans à V Beach arrêtent rapidement cette offensive, et les troupes creusent pour pouvoir se mettre à couvert : c’est la fin de la tentative de récupérer V Beach. Du côté Nord, Hill 114 est consolidé mais une avancée vers le second objectif de W Beach n’est pas lancée, même si le nombre de troupes britanniques est 6 fois supérieur à celui des ottomans. Les Britanniques attendent de nouveaux ordres, mais ceux-ci ne viennent pas, à cause de la perte du commandant du débarquement et des difficultés de communication entre les troupes sur la plage et le commandement au bord des navires. Le plan d’une avancée vers le second objectif ne peut être mis à l’œuvre, et personne sur la plage ne peut trouver une alternative. Malgré la prise de Hill 114 et Hill 138, les douze bataillons présents sur la plage ne font aucune offensive.

### S Beach
S Beach repose à l’intérieur du détroit dans une petite fracture entre les falaises au nord de Morto Bay, à 3,2 kilomètres de V Beach. Aucune défense n’a été préparé dans cette zone et seulement un peloton ottoman garde la plage. Quatre chalutiers, chacun remorquant six canots de sauvetage, progressent lentement contre les Dardanelles mais l’artillerie ottomane qui, sur la rive Asiatic, tire sur d’autres cibles, permet aux chalutiers d’approcher la côte sans incident et de lâcher les canots de sauvetage.
Le capitaine Davidson de Cornwallis débarque sans autorisation avec une équipe de marins pour compléter les forces qui débarquent, tuant ainsi 63 personnes. Les Anglais font 15 prisonniers ottomans. La tragédie se déroulant à V Beach peut être observée depuis les falaises mais les instructions données au commandant sont d’attendre l’avancée au sud. Après qu’un prisonnier ait affirmé qu’il reste encore 2000 Ottomans, le commandant continue de consolider leur poste au lieu d’attaquer l’arrière des postes ottomans à Sedd el Bahr. Le débarquement du capitaine de Cornwallis cause un retard dans l’arrivée des bateaux à V Beach, où il est prévu de réguler le débarquement.

### X Beach

#### Force en action
X Beach est 180 mètres de long, en-dessous d’une falaise en train de s’effondrer, au bord de la mer d'Egée, à 1,6 km au-dessus de Tekke Burnu. Aucune défense ottomane n'a été construite, et seulement 12 soldats gardent la plage. Les ottomans sont fort surpris par les bombardements de l’Implacable après que les troupes destinées à W beach ont débarqué et que les quatre remorqueurs ont navigué parallèlement au navire de guerre jusqu'à 460 mètres du rivage. Les troupes sont arrivées sur la plage et ont grimpé la falaise sans aucune perte à 6 h 30 quand les remorqueurs reviennent pour récupérer les restes du bataillon et de l'équipement, à 7 h 30. Pendant l’avance britannique, les soldats localisent deux campements de compagnies ottomanes. Une de ces compagnies, envoyée comme renfort ottoman pour W Beach, croise les soldats provenant de X Beach. Le commandant britannique lieutenant-colonel H.E.B.Newham ordonne une offensive au nord-est pour pouvoir défendre le côté gauche, et deux groupes de soldats doivent avancer tout droit et creusé à 460 mètres de la plage pendant que le reste de des soldats avancent pour attaquer Hill 114 et se joignent aux forces de W Beach. L'attaque par le nord-est commence à environ 8 h, jusqu'à ce qu’elle soit arrêtée par les soldats ottomans après 730 mètres mais, du côté droit, l’attaque atteint le haut de Hill 114 à 11 h, acclamée par les hommes au bord de l’Implacable. Le front au long de la plage est long et a beaucoup de fissures, avec notamment le côté gauche engagé avec la défense ottomane. N’ayant pas eu la possibilité d’envoyer des éclaireurs en avance et seulement une carte avec des informations erronées comme base pour toute planification, une vue d’au-dessus des falaises surplombant la page semble essentielle. Les pentes de Hill 138 et Hill 141 sont facilement visibles et à portées pour une avancée des soldats de X Beach, qui peuvent bloquer les défenseurs de W Beach. S Beach à la baie de Morto à 3,2 km est aussi visible mais les forces de X Beach restent concentrés sur le débarquement. Peu des officiers de X Beach sont au courant du débarquement à S Beach et aucun message ne leur ont été transmis au long de la journée.

#### Force principale
La force principale commence à débarquer à 9h avec quasiment aucune interférence ottomane, à part quelques sons de tirs du flanc gauche. Deux des forces principales des bataillons se sont retirées du débarquement, pour  aller aider les débarquements à Y et S Beach et la première frontière et le premier bataillon inniskilling s'est retiré du combat, pour être retenu à part en cas d’urgence. Les soldats qui ont participé au premier débarquement ne sont pas sous le commandement du brigadier-général W.R. Marshall et la force principale n’avait pas d’ordre, pour participer à la seconde phase, une avancée de Y Beach à Sedd el Bahr. Aucune nouvelle est alors arrivée des autres débarquements et l'arrivée sans difficulté de X Beach, ce qui lui fait penser qu’il va être bientôt rejoignez par les troupes de W et V Beach. Marshall participe à l'ascension de la falaise et, durant un briefing, avait reçu un message demandant de l’assistance au flanc gauche, et donc il y envoie des renforts. Marshall ordonne au frontaliers de monter la falaise et ensuite envoie une compagnie pour aider les soldats à Hill 114. Après quelques instants, les soldats britanniques sont observés en retraite du côté gauche, poursuivis par l’infanterie ottomane et Marshall mène une contre attaque jusqu'à ce qu'il soit blessé, et le major C.D. Vaughan tué. L’infanterie ottomane est à seulement quelques centaines de mètres du rivage quand elle a été repoussée par une charge à baïonnette. Les Britanniques sont satisfaits de leur défense, et ne jugent pas nécessaire de poursuivre les ottomans à la retraite. À 13h, des nouvelles sont arrivées, mais rien de W Beach ou des quartiers généraux des divisions. Il est visible que la progression des troupes de W et V Beach a été sévèrement ralentie à cause des Ottomans qui contrôlent encore Hill 114 et 138. Marshall était certain de ses instructions par rapport aux bataillons de réserve et leur avait demander de creuser dans la terre sur un périmètre de 550 à 730 mètres. Malgré leur nombre radicalement inférieur, les Ottomans paralysent l'avancée et gagnent assez de temps pour remettre en place des défenses et de ramener des renforts. À 18h, Marshall contacte Hunter-Weston proposant une avancée vers Y Beach mais celui-ci lui dit qu'il faut qu’il attende le matin et qu’il accomplisse le but d'origine. Un ordre est ensuite arrivé de W Beach de Wolley-Dod d’avancer jusqu’au flanc de droite vers X Beach et d’essayer de rentrer en contact avec les autres troupes, mais ceci est rendu impossible par la contre-attaque des Ottomans sur Y Beach.

### Y Beach
Y Beach se situe au Nord, le long de la côte Aegean, proche de Krithia et derrière la plupart des défenses ottomanes au Cape Helles. L’eau est assez profonde pour permettre aux bateaux de voguer proche du littoral et la côte est une falaise raide avec deux ravins qui donnent un accès facile au sommet. Ce lieu est sans défense et les troupes Ottomanes les plus proches se situent vers le Sud, à proximité de Gully Ravine. Il y a des troupes aux alentours, allant jusqu’à 10 kilomètres de distance. Les navires de guerre ont rendez-vous ouest de Y Beach. À 2h30 du matin, les troupes sont transférés aux chalutiers qui avance vers le littoral. À 4h15 du matin, les chalutiers s’approchent jusqu’à ce que la coque du bateau touche le sable du rivage et embarquent les troupes sur des bateaux arrivés au moment où les bombardements sur cap Helles commencent.
Le Bataillon Plymouth RND (Lieutenant-colonel Godfrey Matthews), le 1er Bataillon, The King’s Own Scottish Borderers (Lieutenant-colonel Archibald Koe) et une compagnie du 2d Bataillon, South Wales Borderers atterrient sur Y Beach au matin. Des troupes qui avancent vers le centre et sur les flancs trouvent quatre soldats ottomans dont deux sont morts et les deux autres capturés. Deux compagnies avancent vers Gully Ravine, qui se trouve proche de la falaise, et deux autres compagnies de marins traversent le ravin, direction Sud-Est, pour chercher une pièce d’artillerie ottomane. La nouvelle du débarquement réussit, est transmise à la reine Elizabeth qui passe en train le matin. Les forces de débarquements attendent le milieu de l’après-midi pour l’avance attendu du cap Helles, dans un silence tellement profond, que Matthews et son équipe arrivent à 460 mètres de Krithia et ne trouvent aucune troupe ottomane.
Les marins qui sont partis, ne trouvent aucun signe de bataille et retournent aux camps vers 11 heures du matin. Un message est envoyé à X Beach pour des nouvelles, mais aucune réponse revient. À 9h et à midi, ils entendent des coups de feu, mais ils ne reçoivent toujours pas d’instruction, donc Matthews, le commandant anglais, consolide leur position. L’après-midi, il n’y a aucun signe d’avancement donc Matthews part de la ravine et commence à s’installer en haut de la pente. Les soldats et marins prennent longtemps pour creuser leur camp car il y a beaucoup de racines et les gros outils sont encore en bas. Au soir, ils ont creusé moins d’un mètre de profondeur.
À Serafim Farm, le commandant reçoit de suite l’information de l'atterrissage dès que les troupes arrivent au Cape Helles et il envoie immédiatement des soldats et de l’artillerie au site. Vers 16 heures, les premiers coups de feu sont tirés et les troupes ottomanes prennent leur défense, ce qui déclenche la bataille. La première attaque est arrêtée avec vitesse par les marins et lorsque ces derniers cessent de tirer après la tombée de la nuit, les troupes ottomanes combattent avec une grande détermination. À 23 heures, les troupes ottomanes ont leur renforcements ce qui cause beaucoup de pertes anglaises et donc, Matthews lui aussi, demande des renforcements, mais il ne reçoit jamais de réponse. Mais, au matin du 26 avril, les troupes ottomanes prennent leur défaite après avoir perdu 50 % de leurs soldats et seulement avoir tué moins de 700 soldats de leur ennemi. Les Anglais souffrent beaucoup à cette bataille qui les laisse presque démunis de leur artillerie et avec beaucoup de leurs soldats blessés et certains grands chefs aussi. Dès que le soleil se lève, les bombardements recommencent.
Tôt le matin, le moral des soldats est abaissé lorsque des bateaux à salve ottomans arrivent dans leur tête de pont. Ensuite, les bateaux britanniques reçoivent un appel de secours d’un groupe de soldats car ils n’ont plus de munitions, c’était le premier signe qui leur montre quelque chose de mauvais. Ils envoient alors un nombre de bateaux pour récupérer ces soldats et les blessés sont emmenés à une autre troupe, sur la plage. Cette embarcation est vue comme une évacuation par les autres soldats, qui eux, ont donc commencé à monter sur les bateaux, sans que Matthews le sache. Peu après, ce dernier commande aux bateaux de tirer sur une troupe ottomane qui s’accumule derrière la falaise et qui recommence la bataille et détruit la ligne britannique.
Sans hésiter, les troupes britanniques attaquent à la baïonnette, ce qui arrête les bateaux à salve. De plus, quand le danger de la masse ottomane est enlevé, Matthews fait le tour de l’endroit et ne trouve rien. C’est ainsi, que Matthews prend connaissance de l’évacuation, et réalise qu’il ne peut pas l'arrêter et prend seulement une troupe avec lui pour défendre le ravin, en attendant que les blessés soient évacués. Juste avant midi, toutes les troupes sont évacuées et il ne reste plus que l’arrière garde qui part trente minutes plus tard. Pendant le débarquement, aucune attaque n'arrive de la part des troupes ottomanes, et lorsque des marins arrivent à la recherche de survivants, il n’y a aucune interférence par les troupes ottomanes.

### Diversions

#### Bulair
Plusieurs navires de guerre se donnent rendez-vous à côté de Bulair avant le lever du soleil. Le matin, ils font une journée entière de bombardements, et un des bateaux se rapproche de la plage. Les navires envoient leurs bateaux de secours proche de la plage, et au coucher du soleil, les soldats montent dedans. Ils retournent donc en sécurité aux navires de guerre. Durant la nuit, le lieutenant Bernard Freyberg nage à terre et allume des fusées éclairantes pour observer les troupes ottomanes. Il découvre que ce n’est seulement une diversion de leur part.

#### Kumkale
Des navires de guerre français, anglais et russes débutent une série de bombardements sur une plage non défendue. Le courant est tellement fort que les soldats n'arrivent à terre que plusieurs heures plus tard. L’effet de surprise est alors gâché mais avec les bombardements continu, les troupes ottomanes ont reculé de l’autre côté de la rivière. Le village de Kumkale est pris rapidement et avec peu de victimes. Le reste du débarquement est aussi ralenti par le courant mais, en fin d’après-midi, des troupes avancent vers Yeni Shehr et Orkanie Mound où les troupes ottomanes arrêtent l’avance. Un avion d’observation signale que des renforcements sont arrivés et donc cette avancée est abandonnée. Pendant la nuit, les Français illuminent l'endroit et continuent les bombardements. Le soir, les troupes ottomanes se mettent en défense et cela continue jusqu’au matin, où les Français allaient continuer l'avancée.
Le 26 avril, des troupes ottomanes capturent le cimetière de Kumkale mais 50 à 60 hommes avancent avec un drapeau blanc et abandonnent leurs armes. Les troupes ottomanes et françaises se mélangent, les officiers parlent de "parlay", mais soudainement le capitaine Roeckel est enlevé. Les troupes françaises reprennent leurs combats, mais certains soldats sont encore mélangés et quelques ottomans s'échappent, prennent des maisons et deux mitrailleuses. Les Français réussissent à reprendre les maisons, mais la tentation de reprendre les armes leur coûte cher. En conséquence, les Français tuent 9 prisonniers. Le commandant des troupes ottomanes appelle pour des renforcements, et à la fin de la bataille, il y a 778 victimes françaises et 1 730 ottomanes. Au 27 avril, les troupes françaises atterrissent du côté droit de Helles.

#### Besik Bay
La nuit du 25-26 avril, des navires de guerre français, dont un torpilleur, apparaissent à la baie de Besik. Ces navires commencent des bombardements, tout en abaissant leurs bateaux de secours pour en faire un débarquement. Les troupes ottomanes restent détenu jusqu’au 28. Les transferts de la côte asiatique sont retardés par le manque de bateaux et par la peur de sous-marins alliés. Ce n’est qu’au 29 avril que des troupes de cet endroit arrivent sur le front Helles.

## Conséquences

### Victimes
Oglander écrit que le compte-rendu turc enregistre 1 898 victimes ottomanes des cinq bataillons situés au sud d'Achi Baba avant le 27 avril, dans la matinée, au cours des deux premiers jours du débarquement au cap Helles. Keegan, en 1998, écrit que les victimes britanniques à Cape Helles au cours de la matinée sont de 2 000 hommes. Les premiers Fusiliers Royal de Dublin et les premiers Fusiliers Royal de Munster reconstituent un bataillon composite appelé "Dubsters" et les bataillons d'origine sont reconstitués après l'évacuation. Les Munsters rejoignent la 48e brigade de la 16e division (irlandaise) en mai 1916 et sont rejoints par les Dublinois en octobre 1917. Sur les 1 100 Dublinois, onze survivent à la campagne de Gallipoli.

### Opérations résolutoires
L’attaque des Alliés débute à 8 heures le 28 avril avec un bombardement naval. Le plan d’avance prévoit que les Français tiennent à droite, pendant que la ligne britannique pivoter et capture Krithia et Achi Baba du sud et de l’ouest. Le plan est mal communiqué aux commandants de brigade et de bataillon de la 29e division. Hunter-Weston reste à l'arrière et ne peut exercer aucun contrôle lors du développement de l'attaque. L’avancée initiale est rapide, mais des poches de résistance ottomane sont rencontrées; à certains endroits, l’avancée est stoppée et, dans d’autres, continue à avancer, laissant les deux côtés débordés, ce qui désavantage davantage les attaquants. À mesure que les Britanniques et les Français progressent, le terrain devient plus difficile, car les troupes atteignent quatre grands ravins, qui partent des hauteurs autour d'Achi Baba et se dirigent vers le cap.
Sur le flanc gauche, deux bataillons de la 87e brigade (en) (le 1er Régiment des frontières et le 1er Royal Inniskilling Fusiliers) entrent dans le ravin de Gully, mais sont stoppés par un poste de mitrailleuse près de Y Beach. Aucune avancée supplémentaire ne peut être faite dans le ravin jusqu'à ce que le 1/6 Gurkha Rifles s'empare du poste dans la nuit du 12 au 13 mai, ce qui les oblige à gravir une pente verticale de 91 mètres (300 pieds) qui vainc le Royal Marine Light. L'infanterie et les fusiliers royaux de Dublin; le site devient connu sous le nom de "Gurkha Bluff". Des troupes britanniques épuisées, démoralisées et pratiquement sans chef ne peuvent pas aller plus loin, face à la résistance croissante des Ottomans et à certains endroits, des contre-attaques ottomanes font reculer Français et Britanniques.

## Victoria Cross

### «Six VCs before breakfast»
Six Croix de VIctoria ont été récompensées aux troupes qui ont pris parti dans l’atterrissage sur la Plage W, trois en août 1915 et trois autres deux ans plus tard en 1917, un événement déclaré dans la presse alliée comme le gagnant des six Croix de Victoria avant le petit déjeuner. Les hommes à qui ont été attribuées les médailles sont :
- Capitaine Cuthbert Bromley
- Corporal John Grimshaw
- Privé William Kenealy
- Sergeant Alfred Richards
- Sergeant Frank Stubbs
- Capitaine Richard Willis

Ces six hommes sont originellement nommés par le commandant Bishop, l’officier commandant du bataillon, après avoir consulté « les officiers qui étaient avec lui et qui ne comprenaient pas les officiers à qui on avait attribué la Croix » et la recommandation approuvée par Hunter-Weston et Hamilton mais pas reportée par le bureau de la Guerre. En août, trois médailles sont récompensées après une seconde recommandation par Hunter-Weston ; sous le mandat d’origine de 1856 qui établit la récompense, jusqu'à quatre Victoria Crosses peuvent être attribuées en résultat les Crosses, peuvent être attribuée+s à la suite du vote des unités impliquées. Hunter Weston déclare qu’un vote a eu lieu et Willis est sélectionné par les officiers, Richards par les NCO et Kenealy par les soldats privés. Les récompenses des médailles sont publiées dans le London Gazette le 24 août 1915. Dans le centenaire de l’atterrissage au Cape Helles en 2015, pour la première fois, chacune des six Victoria Crosses sont exposées au musée Fusilier en Bury, Royaume-Uni.
Le brigadier Owen Wolley-Dod, un membre de l'état-major de Hunter-Weston et un Lancashire Fusilier atterri sur la plage peu après midi insistent pour que de nouveaux prix soient décernés. Les trois autres hommes reçoivent la médaille et sont reconnus dans le London Gazette le 13 mars 1917, avec une citation identique aux trois hommes originaux. Bromley est mort quand son navire coule et Grimshaw reçoit une médaille de conduite distinguée DCM pour ses actions durant le débarquement. Le Distinguished conduct medal est annulé et remplacé par une croix de Victoria. Stubbs est tué lors de l'assaut de la colline 114 le jour de l'atterrissage.

### V Beach
Six croix de Victoria sont attribués à la plage V à des marins ou à des hommes de la Royal Naval Division, qui tentent d'entretenir le pont des briquets et de récupérer les blessés, dont le commandant Unwin, le sous-lieutenant Arthur Walderne St Clair Tisdall et le matelot en chef William Charles Williams, Le matelot George McKenzie Samson et les aspirants George Leslie Drewry et Wilfred St Aubyn Malleson. Le lieutenant-colonel Charles Doughty-Wylie se voit décerner un VC à titre posthume pour avoir dirigé l'attaque sur Sedd el Bahr le 26 avril, au cours de laquelle William Cosgrove, du 1er Royal Munster Fusiliers, remporte également un VC,,,,,.